# Cederberg (gmina)
Cederberg – gmina w Republice Południowej Afryki, w Prowincji Przylądkowej Zachodniej, w dystrykcie West Coast. Siedzibą administracyjną gminy jest Clanwilliam.